# Przykona (gmina)
Przykona [pʂɨˈkɔna] est une commune rurale de la voïvodie de Grande-Pologne et du powiat de Turek. Elle s'étend sur 110,9 km2 et comptait 4 299 habitants en 2010.
Elle se situe à environ 9 kilomètres au sud-est de Turek et à 125 kilomètres à l'est de Poznań, la capitale régionale.

## Géographie
| - Plan de la gmina de Przykona. |